# Nemastylis
Nemastylis Nutt. – rodzaj roślin należący do rodziny kosaćcowatych (Iridaceae), obejmujący 5 gatunków występujących w Gwatemali i Hondurasie w Ameryce Środkowej oraz w Meksyku i środkowych oraz południowych Stanach Zjednoczonych w Ameryce Północnej.

## Morfologia

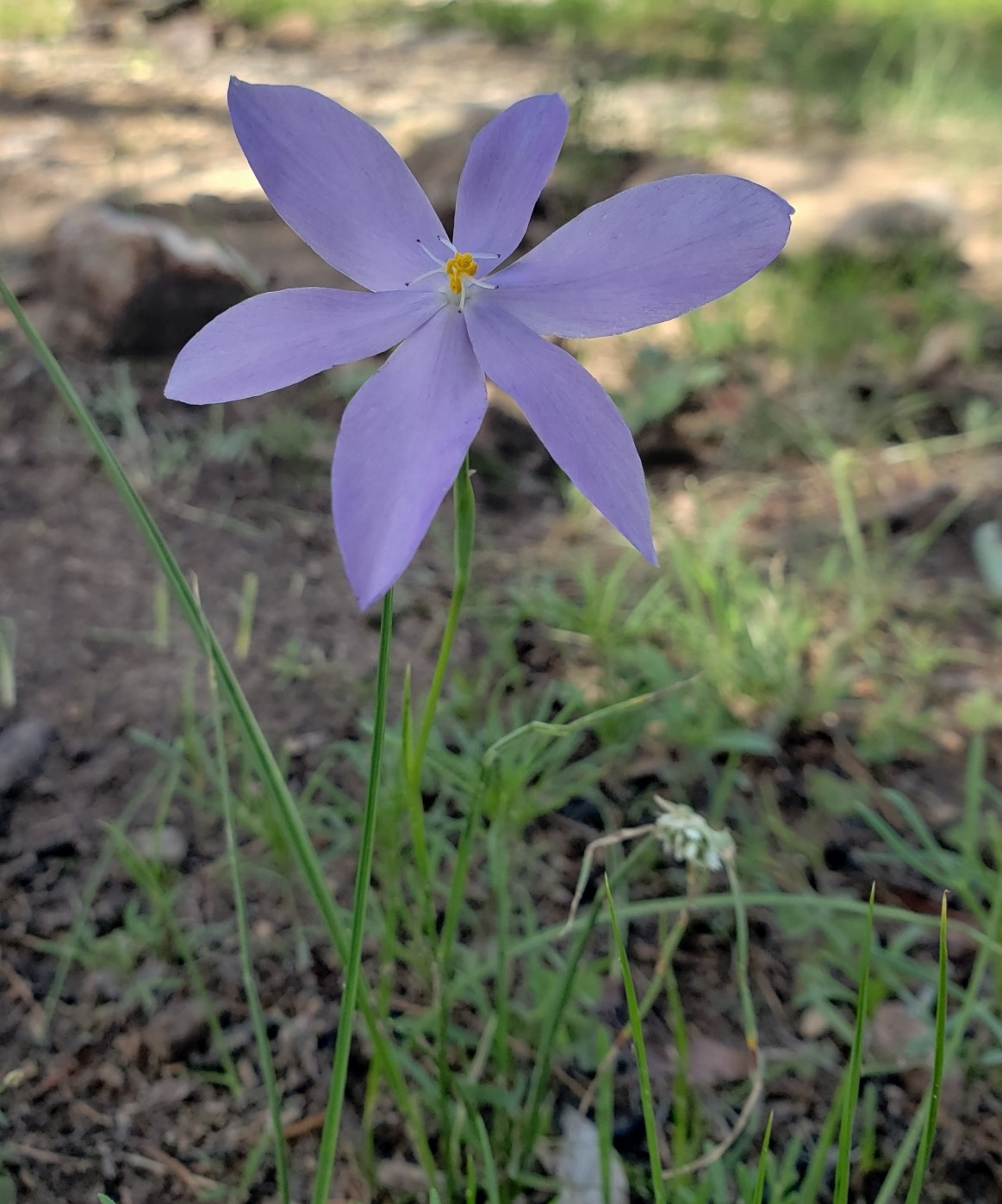
Nemastylis tenuis

PokrójWieloletnie rośliny zielne, o wysokości od 10 do 150 cm.
PędyPodziemna, jajowata cebula, pokryta brązową, papierzastą, łamliwą tuniką. Pęd kwiatostanowy prosty lub rozgałęziony.
LiścieKilka lancetowatych do mniej więcej równowąskich, z równoległymi fałdami.
KwiatyZebrane po kilka w dwurzędkę. Podsadki zielone, różnej długości, zewnętrzne krótsze od wewnętrznych. Kwiaty promieniste, nietrwałe, relatywnie duże. Okwiat niebieski do fiołkoworóżowego lub białego. Listki okwiatu odwrotnie jajowate, wolne od wierzchołka zalążni, rozpościerające się od nasady, mniej więcej równej długości (te w zewnętrznym okółku trochę dłuższe). Nitki pręcików wolne lub częściowo albo całkowicie zrośnięte, główki wstępnie wzniesione, po przekwitnięciu opadające. Szyjka słupka rozwidlająca się mniej więcej na poziomie nasady główek pręcików na dwusieczne, nitkowate łatki, rozpościerające się poziomo po obu stronach sąsiednich pręcików.
OwoceJajowate do podługowatych torebki zawierające liczne oskrzydlone nasiona o brązowej łupinie.

## Systematyka
Rodzaj z plemienia Tigridieae, z podrodziny Iridoideae z rodziny kosaćcowatych (Iridaceae).
Wykaz gatunków
- Nemastylis floridana Small
- Nemastylis geminiflora Nutt.
- Nemastylis nuttallii Pickering ex R.C.Foster
- Nemastylis selidandra Ravenna
- Nemastylis tenuis (Herb.) Benth. & Hook.f. ex S.Watson

## Nazewnictwo
Etymologia nazwy naukowejNazwa naukowa rodzaju pochodzi od greckich słów νήμα (nema – nić) i στήλης (stylis – słupek) i odnosi się do kształtu słupka tych roślin.
Synonimy taksonomiczne
- Chlamydostylus Baker, J. Bot. 14: 185 (1876).

## Zastosowanie
Niektóre gatunki uprawiane są jako rośliny ozdobne.